# Mihai Frățilă
Mihai Cătălin Frățilă (ur. 10 grudnia 1970 w Alba Iulia) – rumuński duchowny katolicki rytu bizantyjskiego, ordynariusz eparchii św. Bazylego Wielkiego w Bukareszcie od 2014.

## Życiorys

### Prezbiterat
11 sierpnia 1996 otrzymał święcenia kapłańskie i został inkardynowany do archieparchii Fogaraszu i Alba Iulia. Po święceniach pracował wśród wiernych Rumuńskiego Kościoła Greckokatolickiego zamieszkałych w Paryżu. W 1998 wyjechał do Rzymu i został wicerektorem Papieskiego Kolegium Pio Romeno. W 2005 objął funkcję rektora tejże placówki.

### Episkopat
20 czerwca 2007 synod Rumuńskiego Kościoła Greckokatolickiego wybrał go na biskupa kurialnego archieparchii Fogaraszu i Alba Iulia. 27 października 2007 papież Benedykt XVI zatwierdził ten wybór i wyznaczył mu stolicę tytularną Novae. Sakry biskupiej udzielił mu 16 grudnia 2007 arcybiskup większy Lucian Mureșan.
29 maja 2014 mianowany pierwszym ordynariuszem nowo utworzonej eparchii św. Bazylego Wielkiego w Bukareszcie.